# Matej Rojc
Matej Rojc, né le 17 février 1993, à Koper, en Slovénie, est un joueur slovène de basket-ball. Il évolue au poste de meneur.

## Palmarès
- Champion de Slovénie 2012, 2013, 2014
- Coupe de Slovénie 2014, 2015, 2016
- EuroChallenge 2011